# ロイシンデヒドロゲナーゼ
ロイシンデヒドロゲナーゼ（leucine dehydrogenase, LeuDH）は、ロイシン生合成酵素の一つで、次の化学反応を触媒する酸化還元酵素である。
L-ロイシン + H2O + NAD+ {\displaystyle \rightleftharpoons } 4-メチル-2-オキソペンタン酸 + NH3 + NADH + H+
反応式の通り、この酵素の基質はL-ロイシンとH2OとNAD+、生成物は4-メチル-2-オキソペンタン酸とNH3とNADHとH+である。
組織名はL-leucine:NAD+ oxidoreductase (deaminating)で、別名にL-leucine dehydrogenase, L-leucine:NAD+ oxidoreductase, deaminatingがある。